# Intellectual Property (Album)
Intellectual Property (englisch Geistiges Eigentum) ist das fünfte Studioalbum der US-amerikanischen Rock-Band Waterparks. Das Album wurde am 14. April 2023 über Fueled by Ramen veröffentlicht.

## Entstehung
Im Februar 2022 verkündete die Band, dass ihr fünftes Studioalbum zu 80 Prozent fertig wäre. Waterparks würden gerade an 55 Lieder mit einer Gesamtspielzeit von zwei Stunden und 23 Minuten arbeiten. Gleichzeitig schrieb Sänger Awsten Knight, dass die Band „mehr Freunde auf dem Album bräuchte“. Musikalisch beschrieb Awsten Knight Intellectual Property als Mischung aus der Poesie des Albums Entertainment und dem „verrückten Zeug, den man auf Fandom fand“. Das Vorgängeralbum Greatest Hits war seiner Meinung nach zu lang. Der Großteil der neuen Lieder schrieb Awsten Knight auf einer akustischen Gitarre, die er in einem Dollar Shop gekauft hat. Mit 2 Best Friends versuchte Awsten Knight „den möglichst einfachsten Waterparks-Song zu schreiben“.
Aufgenommen wurde das Album in einem Tonstudio in Los Angeles. Produziert wurde das Album von Awsten Knight, Julian Bunetta und Zakk Cervini. Julian Bunetta war auch Co-Autor von fünf Liedern auf dem Album, darunter die späteren Singles Funeral Grey und Brainwashed, die in seinem Studio in Nashville entstanden. Cervini mischte das Album anschließend, bevor Chris Gehringer das Mastering übernahm.

## Veröffentlichung
Die Band wechselte erneut ihr Plattenlabel und unterschrieb bei Fueled by Ramen. Laut dem Sänger Awsten Knight war das Album bereits zu 95 Prozent fertig bevor irgendein Mitarbeiter der neuen Plattenfirma die Musik gehört hat. Am 13. Mai 2022 wurde die erste Single Funeral Grey veröffentlicht. Am 8. Juli 2022 folgte die zweite Single Self-Sabotage. Eine alternative Version des Liedes, bei dem Waterparks mit der Band Good Charlotte zusammengearbeitet hat, erschien am 22. September 2022. Die dritte Single Fuck About It folgte am 14. Oktober 2022. Als Gastsänger ist Blackbear zu hören. Der Albumtitel wurde am 26. Januar 2023 zusammen mit der vierten Single Real Super Dark veröffentlicht. Das Albumcover zeigt einen blauen Frosch auf einem roten Hintergrund. Über dem Frosch steht der Albumtitel.

## Hintergrund
Während das Vorgängeralbum Greatest Hits laut Awsten Knight sehr introvertiert und dunkel war, wäre Intellectual Property das genaue Gegenteil davon. Knight wollte Musik, die den Hörer gut fühlen lässt und Spaß macht. Laut Awsten Knight zieht sich eine Liebesgeschichte durch das ganze Album. Das Hauptthema wäre allerdings das Überwinden, Verlernen und Entwachsen von religiöser Schuld, was auch auf dem Albumcover dargestellt wird.

„Frösche gehörten immer zu meinem Lieblingstieren. Als ich lernte, dass Frösche im biblischen Kontext als dreckig und unrein gesehen werden, was das interessant für mich. Etwas, was ich als gut, natürlich und schön betrachtet habe kann durch die biblische Linse als eine schlechte Sache gesehen werden.“

Das Lied Real Super Dark beginnt mit einer Referenz an die Band Good Charlotte. Funeral Grey handelt davon, wie Sänger Awsten Knight hoffnungslos mit einer desinteressierten Frau flirtet. Das Lied wäre vergleichbar mit dem Titel Telephone. In Self-Sabotage beschreibt Awsten Knight, wie er darum kämpft für seine Partnerin da zu sein, während er mit seinen Emotionen kämpft. Knight leidet an Angststörungen, Depression und Aufmerksamkeitsdefizit-/Hyperaktivitätsstörung. 
Fuck About It handelt von einer tumultartigen Beziehung, die durch Störungen in der Kommunikation verursacht werden. Closer handelt von der Beziehung einer Person mit der Liebe. Vom ersten Partner an entwickelt sich die Betrachtungsweise immer weiter, bis man eine erwachsene Beziehung zur Liebe entwickelt.

## Rezeption

### Rezensionen
Emily Young vom Onlinemagazin Square One Magazin beschrieb Intellectual Property als Quintessenz der Band. Das Album wäre eine „detaillierte Reise vom Start bis zum Ende durch verschiedene Perspektiven der Religion, Liebe und Selbstverständnis mit chaotischem Schlagzeug, herausragenden Gesangsmustern und süchtig machenden Gitarren“. Young vergab fünf von fünf Punkten. Christine Sloman vom Onlinemagazin Melodic Mag schrieb, dass Intellectual Property das „schöne Chaos der älteren Alben hat“ und „die Dinge einen Schritt weiter führt“. Die Band „bringt Ideen an die Oberfläche, die bislang begraben oder geheim gehalten wurden“ und „noch nie so gut geklungen haben“. Becton Simpson vom Onlinemagazin Noizze bezeichnete das Album als „anständige Kollektion, die einen interessanten Wendepunkt in der Bandkarriere darstellt“. Wenn es der Band „gelingt, beide Seiten ihrer Persönnlichkeit zu verbinden, können sie in der Zukunft etwas interessanteres kreieren“. Simpson vergab sieben von zehn Punkten.

### Chartplatzierungen
| ChartsChartplatzierungen            | Höchstplatzierung | Wochen |
| ----------------------------------- | ----------------- | ------ |
| Vereinigtes Königreich (OCC)        | 10 (1 Wo.)        | 1      |
| Vereinigte Staaten (Billboard)      | 33 (1 Wo.)        | 1      |
| Vereinigte Staaten (Billboard Rock) | 6 (1 Wo.)         | 1      |